# Zlín
Zlín (phát âm tiếng Séc: [zliːn]; tiếng Đức: Zlin) là thành phố thủ phủ vùng Zlín của Cộng hòa Séc.
Zlín nằm ở đông nam Morava, bên sông Dřevnice. Việc phát triển thành phố hiện đại có quan hệ gần gũi với công ty giày Bata